# Maletín

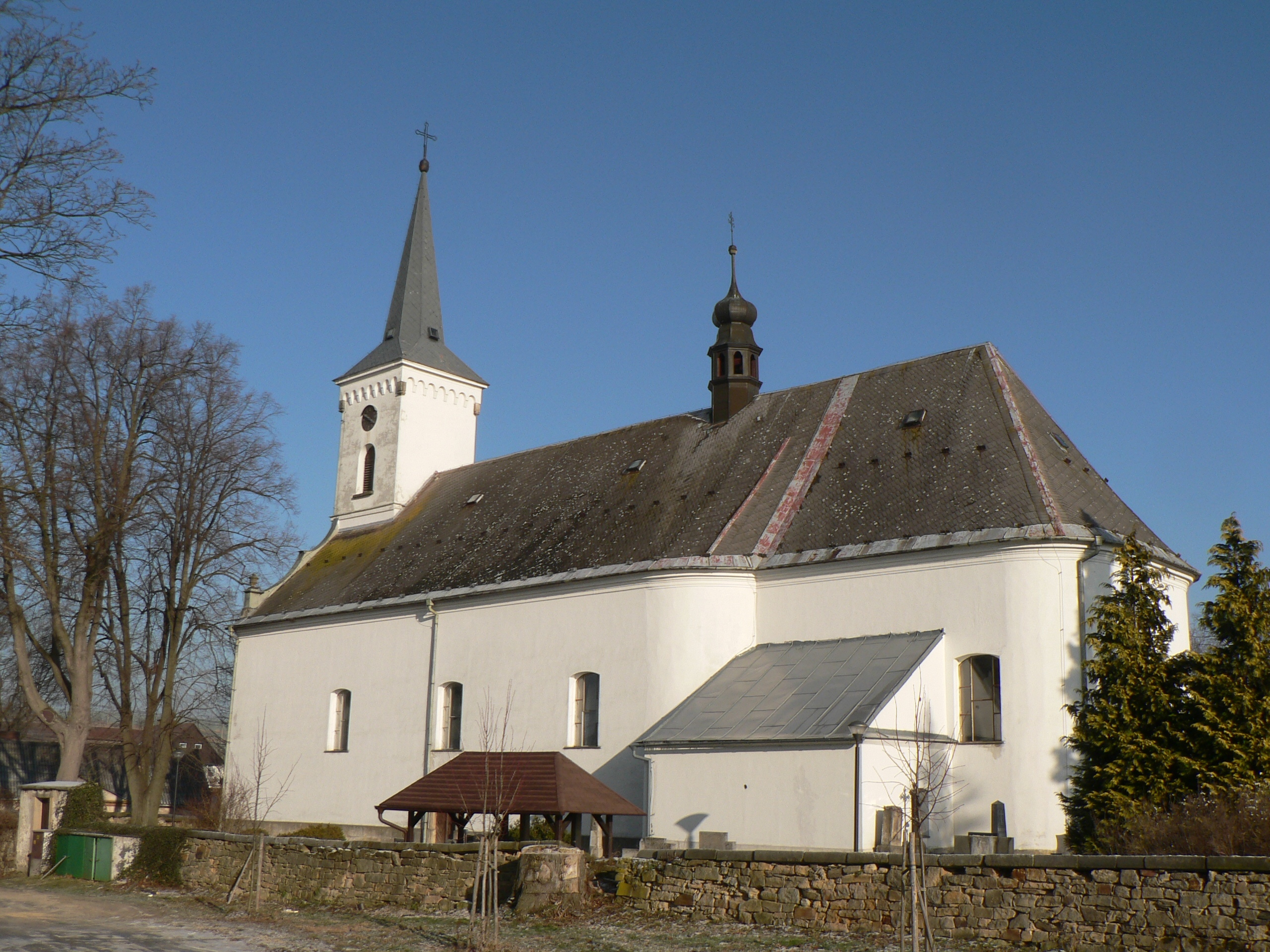
Kirche des hl. Nikolaus in Starý Maletín

Maletín (deutsch Moletein) ist eine Gemeinde in Tschechien. Sie liegt zehn Kilometer nordöstlich von Moravská Třebová und gehört zum Okres Šumperk.

## Geographie
Maletín befindet sich auf einer großen Waldlichtung in den Bergen der Mirovská vrchovina (Mürauer Bergland) im Quellgebiet des Flüsschens Mírovka. Nördlich erhebt sich die Jahodnice (590 m), im Nordosten der Skalník (587 m), südlich der Kačák (565 m), im Westen die Bučina (556 m) und nordwestlich der Vysoký vrch (554 m).
Nachbarorte sind Jahodnice und Dlouhá Ves im Norden, Horní Bušínov, Krchleby und Javoří im Nordosten, Mírovíček, Mírov und Mírovský Grunt im Osten, Studená Loučka im Südosten, Nový Maletín, Svojanův Dvůr und Svojanov im Süden, Prklišov und Borušov im Südwesten, Dětřichov u Moravské Třebové und Staré Město im Westen sowie Petrušov im Nordwesten.

## Geschichte
Die erste schriftliche Erwähnung des Wirtschaftshofes Maletín erfolgte 1317 in einer Lehensurkunde des Bistums Olmütz. Der Hof wurde durch das Bistum an verschiedene umliegende Herrschaften als Lehen ausgereicht. In der Gegend befand sich zu dieser Zeit auch das Freigut Tempel, zu dem der Tempelwald mit dem Steinbruch, ein Hof und eine Feste gehörten. Für dessen Lage und Existenz gibt es jedoch keinen Nachweis. Das Dorf Maletín wurde als langgestrecktes Waldhufendorf im Tal eines Quellbaches der Mírovka angelegt. Es gehörte zum bischöflichen Lehnsbezirk Müglitz und wurde 1564 an die Burgherrschaft Mürau angeschlossen. 1583 sind erstmals eine Kirche und Pfarre in Maletín nachweislich, wahrscheinlich deutlich älter. Seit dem 16. Jahrhundert ist auch der Betrieb des Moleteiner Sandsteinbruches belegt. Während des Dreißigjährigen Krieges verödete die Gegend durch Seuchen und verarmte. Vor der Eroberung der Burg Mürau im Jahre 1643 verwüsteten die Schweden die Gegend.
1779 wurde der Hof Tempel aufgelöst und seine Fluren wurden parzelliert. Auf ihnen entstand die Ansiedlung Neu-Moletein. Nach der Gründung des neuen Dorfes erhielt das alte den Namensvorsatz Altmoletein. Die meisten Bewohner lebten von der Landwirtschaft, die in der gebirgigen Gegend wenig ertragreich war, sowie der Hausweberei und Holzfällerei. Zu Beginn des 19. Jahrhunderts lebten in Moletein 1506 Menschen. Nachfolgend ging die Einwohnerzahl durch Abwanderung stark zurück. 1805 erfolgte der Bau der neuen Kirche in Altmoletein. Zugleich wurden auch Schule, Pfarrhaus und der Friedhof angelegt.
Nach der Aufhebung der Patrimonialherrschaften bildeten Alt Moletein, Neumoletein und Ohrnes ab 1850 selbstständige Gemeinden im Bezirk Hohenstadt. Das weitaus größte der drei Dörfer war Alt Moletein, das zu dieser Zeit 1400 Einwohner hatte und durch seinen Sandsteinbruch große Bedeutung besaß. Altmoletein war zugleich Pfarrort.
1930 lebten in Alt Moletein 1012 Menschen, in Neu Moletein waren es 94 und in Ohrnes 235. Das Gebiet gehörte zur deutschen Sprachinsel Schönhengstgau. Nach dem Münchner Abkommen wurde die Gegend 1938 dem nazistischen Deutschen Reich zugeschlagen und gehörte bis 1945 zum Landkreis Hohenstadt, Reichsgau Sudetenland. 1939 hatte Alt Moletein 931 Einwohner, in Ohrnes waren es 212 und in Neu Moletein 97. Nach dem Zweiten Weltkrieg wurde die deutschböhmische Bevölkerung vertrieben (→ Vertreibung der Deutschen aus der Tschechoslowakei). Die Wiederbesiedlung gelang nur in geringem Umfang. Starý und Nový Maletín lagen nach der Abschiebung zunächst wüst und wurden 1950 zu einer Gemeinde Maletín vereinigt. Zum Ende des Jahres 1960 wurde der Okres Zábřeh aufgelöst und die Gemeinde dem Okres Šumperk zugeordnet. Zugleich wurden Javoří und Svojanov eingemeindet. 1975 kam noch Krchleby hinzu, das seit 1990 wieder eine eigene Gemeinde bildet.
Heute ist Maletín vor allem ein Erholungsort.

## Moleteiner Sandstein
Moleteiner Sandstein fand bei zahlreichen weltlichen und geistlichen Bauwerken des Barock in Nordmähren Verwendung, auch die Restaurierung der Burg Bouzov erfolgte mit Moleteiner Stein. Die Blütezeit der Moleteiner Steinbrecherei war das 17. und 18. Jahrhundert.
Aus Moleteiner Sandstein wurden u. a. die Dreifaltigkeitssäule in Olmütz und die Brunnenanlagen der Stadt geschaffen, von denen heute nur noch der Arionbrunnen erhalten ist. Zu den bedeutendsten Gebäuden, das mit diesem Sandstein errichtet wurde, gehört das Jesuitenkolleg (1530) von Olmütz. Die beiden historischen Steinbrüche, einst dem Erzbistum Olmütz und der Fürstlich Liechtensteinischen Gutsverwaltung gehörend, arbeiteten mit Unterbrechungen. Die Anwendungsfälle sind innerhalb seiner langen Tradition weit gestreut. Dazu gehören Architekturteile, Plastiken, Mauersteine, Grabsteine, Holländer und Mühlsteine.
Als Moletiner Sandstein wurde der in der Umgebung von Maletín abgebaute Sandstein bezeichnet. Lithostratigraphisch gehört er zur cenomanen Peruc-Korycany-Formation des Orlice-Žďár-Faziesraumes, dem südöstlichsten Teil des böhmischen Kreidebeckens.

## Gemeindegliederung
Die Gemeinde Maletín besteht aus den Ortsteilen Javoří (Ohrnes), Nový Maletín (Neu Moletein) und Starý Maletín (Alt Moletein) sowie der Einschicht Jahodnice (Beerhof).

## Sehenswürdigkeiten

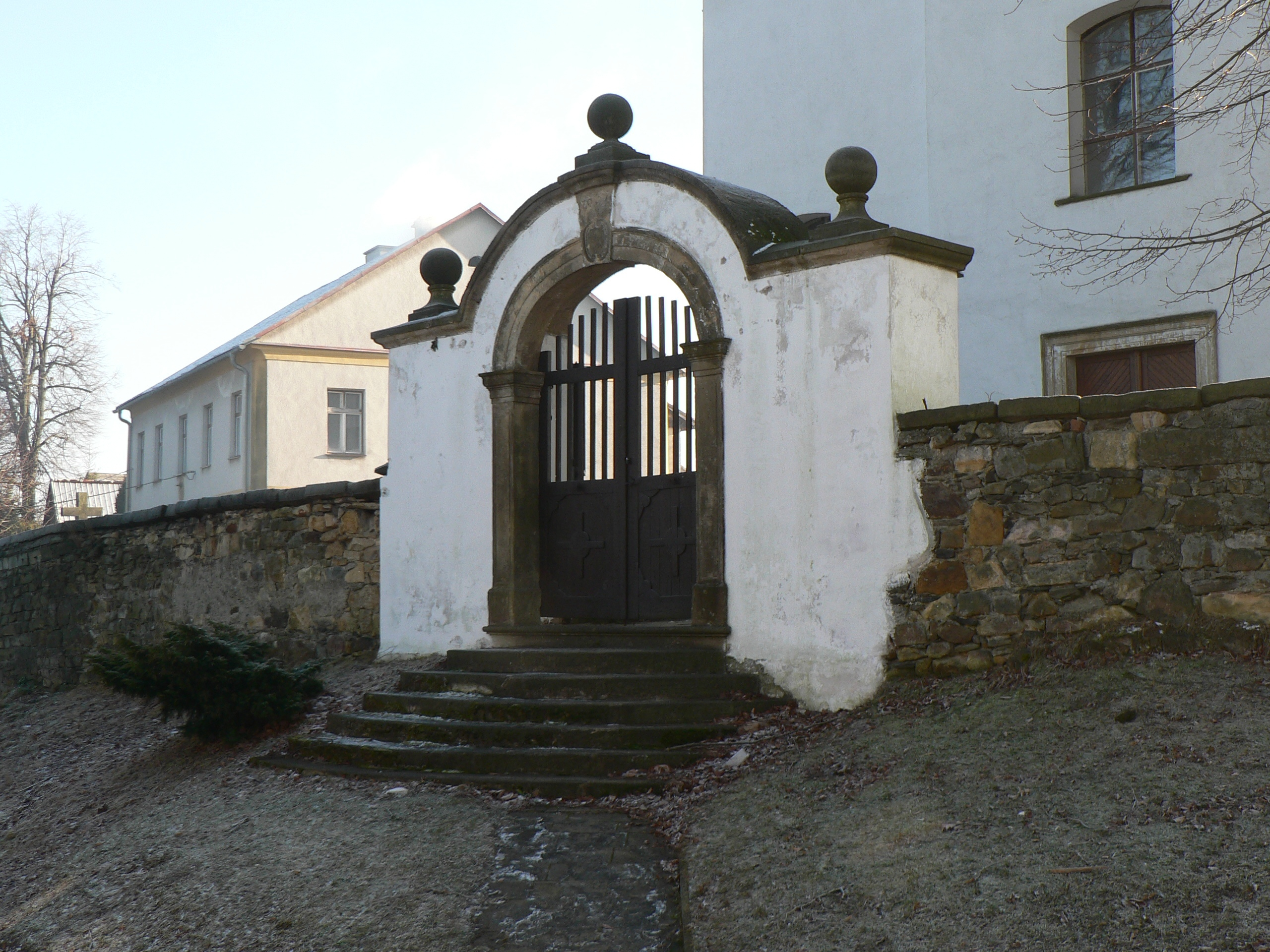
Tor zum Friedhof

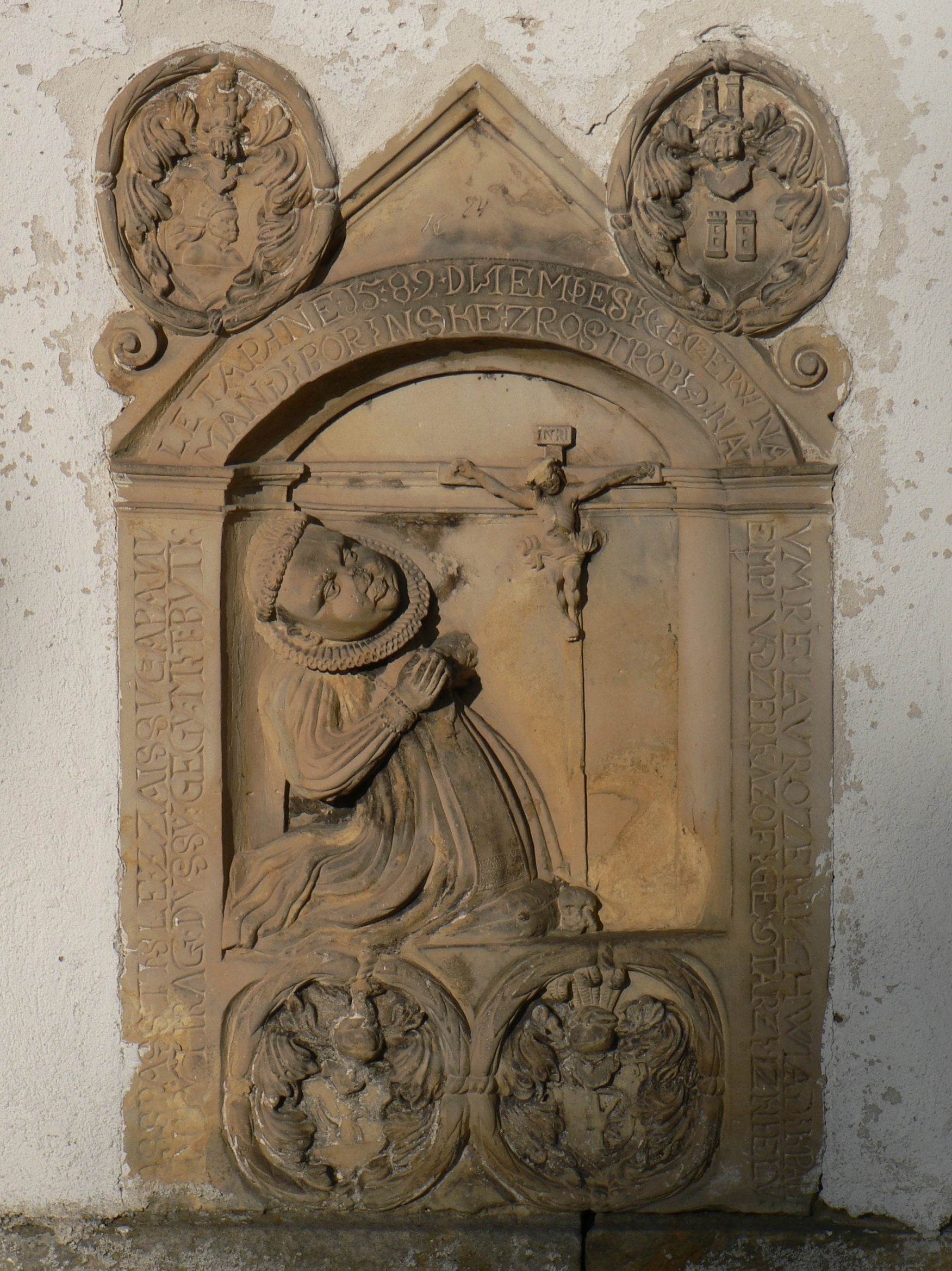
Grabstein aus Moleteiner Sandstein, auf dem Friedhof

- Kirche des hl. Nikolaus in Starý Maletín, die einschiffige Kirche wurde zwischen 1804 und 1805 im Empirestil errichtet
- Statuengruppe Kalvarie an dem Friedhof von Starý Maletín, geschaffen 1848 vom hiesigen Bildhauer L.Ch. Wanke
- Friedhofsmauer mit zwei Toren aus den Jahren 1821 und 1845
- Kreuz am Pfarrhaus, Steinmetzarbeit aus dem Jahre 1750
- Haus Nr. 1 mit 1839 geschaffenem Portal aus Moleteiner Sandstein
- barocke Statue des hl. Johannes von Nepomuk, gefertigt um 1720 von Georg Anton Heintz und F. Wanke.
- Mariensäule in der Ortsmitte von Starý Maletín, geschaffen 1725 und 1883 vervollständigt
- alte Sandsteinsteinbrüche im Tempelwald und Spitalwald, westlich des Ortes

## Söhne und Töchter der Gemeinde
- Emilie Schindler (1907–2001), Ehefrau Oskar Schindlers, geboren in Alt Moletein, Mähren, Österreich-Ungarn
- Helmut Altrichter (* 1945), Professor für Osteuropäische Geschichte, geboren in Alt Moletein